# Micrelenchus tenebrosus
Micrelenchus tenebrosus là một loài small ốc biển được tìm thấy ở New Zealand, which has a shell with a pearly interior. It is là động vật thân mềm chân bụng sống ở biển trong họ Trochidae, họ ốc đụn or top shells.

## Hình ảnh

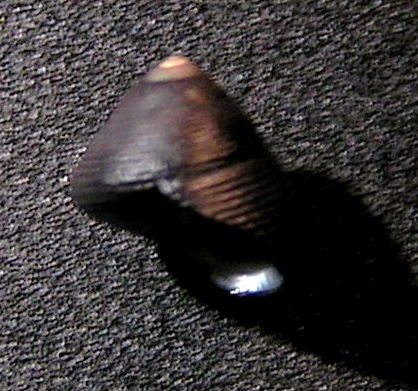